# دوري كرة القدم الإنجليزي 1949–50
دوري كرة القدم الإنجليزي 1949–50 (بالألمانية: Football League First Division 1949/50) هو موسم من دوري كرة القدم الإنجليزي. أقيم خلال الفترة 20 أغسطس 1949 وحتى 6 مايو 1950، وفاز فيه نادي بورتسموث.